# Centaurea wolgensis
Centaurea wolgensis — вид квіткових рослин родини айстрових (Asteraceae). Ареал: Казахстан, прилегла Росія.